# Betty Williams
Betty Williams, irska aktivistka, nobelovka, *22. maj 1943, Belfast, Severna Irska, † 17. marec 2020, Belfast.
Pomembno si je prizadevala za pomiritev razmer na Severnem Irskem in je zato bila skupaj z Mairead Corrigan nagrajena z Nobelovo nagrado za mir leta 1976. Nagrajeni so bili predvsem zaradi ustanovitve Skupnosti ljudi miru (Community of Peace People), organizacije za promocijo mirnih rešitev na Severnem Irskem.
Williams je od prejema nagrade vodila različne organizacije, kot je Svetovna otroška fundacija in predsednica Mednarodnega centra za sočutje do otrok. Bila je tudi predstojnica Inštituta za Azijske demokracije v Washingtonu D.C. in gostujoča profesorica v ZDA ter ustanovna članica Zbora Nobelovih nagrajencev, ki poteka vsako leto od leta 2000 naprej. Predavala je na splošno o temah miru, izobraževanja, medkulturnosti, medverskega razumevanja, antiekstremizma in pravic otrok.

## Zgodnje življenje
Williamsova se je rodila 22. maja 1943 v Belfastu v Severni Irski. Njen oče je delal kot mesar in njena mati je bila gospodinja. Betty je opravila tako osnovno kot srednješolsko izobraževanje v Belfastu in pričela delo v recepciji urada.
Njen oče je bil protestant, mama pa katoličanka, kar je bilo tedaj redko in nenavadno družinsko okolje v katerem je bila vzgojena izrazito tolerantna do verskih razlik zaradi katerih je bila trajno navdihnjena za mirovno delovanje. V zgodnjih sedemdesetih letih se je udeležila protinasilnih zborovanj protestantskega duhovnika. Navdih takšnega zborovanja jo je vsaj delno pripravil k podobnem protinasilnem zborovanju z njeno iniciativo kasneje. Njena iniciativa je bila praviloma sestavljena iz sodelovanja nekdanjih nasprotnikov v lokalnih mirovnih skupinah, ki so gradile predvsem na samozavesti, da je sodelovanje nagrajujoč proces.

## Peticija miru
Betty Williams je bila prisiljena v udeležbo v javnosti, ko je postala priča smrti treh otrok 10. avgusta 1976. Povozil jih je voznik, član Irske republikanske armade Danny Lennon, ki ga je istega dne ustrelila britanska policija. Williamsova se je vozila v lastnem avtu z enim od svojih lastnih otrok, ko je slišala strele. Prihitela je na pomoč, ko je uzrla otroška trupla.
Dogodek jo je tako prizadel, da se je odločila zbirati podpise v imenu peticije za mir in jih je v naslednjih dveh dneh zbrala 6000. Uspešna peticija je tako zelo hitro pridobila tudi močno medijsko podporo, ustanovila je Ženske za mir, ki je kasneje s soustanoviteljico Ciarano McKeown postala organizacija Skupnost za ljudi miru.
Williamsova je kmalu organizirala mirovni pohod do grobov umorjenih otrok, ki se ga je udeležilo 10.000 protestantskih in katoliških žensk. Miren pohod so nasilno prekinili člani Irske republikanske armade, ki je organizatorke obtožila, da so "nasedle Britancem". Naslednji teden je Williamsova opravila nov mirovni pohod, ki je bil uspešno izveden – tokrat s 35.000 udeleženci. Na njem je podala deklaracijo. 

### Deklaracija za ljudi miru
Prva dekleracija ljudi miru
- Imamo preprosto sporočilo svetu od tega gibanja za Mir
- Želimo živeti in ljubiti in graditi pravično in mirno družbo.
- Želimo za naše otroke, kot želimo za nas, za naše življenje doma, na delu in v igri, da je to življenje radosti in Miru.
- Zavedamo se, da zgraditi takšno družbo zahteva predanost, trdo delo in pogum.
- Zavedamo se, da obstaja veliko problemov v naši družbi, ki so vir konfliktov in nasilja.
- Zavedamo se, da vsak izstreljeni metek in vsaka eksplozija bombe naredi to delo bolj zahtevno.
- Zavračamo uporabo bomb in metkov in vse tehnike nasilja.
- Posvetili se bomo sebi, sodelovanju s sosedi blizu in daleč iz dneva v dan, da gradimo miroljubno družbo v kateri nam znane tragedije postanejo le slab spomin in nenehno opozorilo.

## Nobelova nagrada za mir
Javno priznanje za svoje prizadevanje za mir je Williamsova skupaj s svojo prijateljico Mairead Corrigan prejela kot Nobelovo nagrado za mir leta 1977 (nagrada za 1976).
V svojem sprejemnem govoru je dejala: 
"Ta prvi teden bo vedno ostal v spominu še kot nekaj drugega kot rojstvo Ljudi miru. Za nekaj najbližje udeleženih je najbolj močan spomin tistega tedna smrt mladega republikanca in smrti treh otrok, ki jih je povozil mrtvečev avtomobil. Globok občutek frustracije nad nepremišljeno neumnostjo ponavljajočega se nasilja je bila razvidna že pred tragičnimi dogodki tistega sočnega popoldneva 10.avgusta 1976. A smrti teh štirih mladih ljudi v enem groznem trenutku nasilja je povzročilo, da je ta frustracija eksplodirala in ustvarila možnost pravega mirovnega gibanja..Kolikor mi razumemo, je vsaka posamična smrt v zadnjih osmih letih, prav vsaka smrt v vseh vojnah, ki so bile kadarkoli začete, nepotrebno iztrošeno življenje, zaničevan porod matere."